# Aedes africanus
Aedes africanus é uma espécie de mosquito da família Culicidae. É um dos vetores da dengue, encontrado principalmente no continente da África, exceto em Madagáscar.

## Distribuição
Angola, Burkina Faso, Camarões, República Centro-Africana, Costa do Marfim, Guiné, Etiópia, Gabão, Quênia, Libéria, Moçambique, Nigéria, São Tomé e Príncipe, Senegal, Sudão, Uganda, Zâmbia e Zaire.
Aedes aegypti e Aedes africanus são as duas principais espécies de vetores da febre amarela na Zâmbia. Aedes africanus é encontrado principalmente em florestas tropicais e não em zonas úmida.

## Identificação
Este mosquito tem listras brancas e pretas distintas ao longo de seu corpo que ajudam a diferenciar o gênero de outros nesta família. As fêmeas desta espécie são ectoparasitas e podem ser encontradas com mais frequência em mamíferos que vivem nas florestas tropicais da África. A espécie africanus pode ser distinguida de outros mosquitos do gênero Aedes por ter escamas brancas nos palpos maxilares, escudo com uma mancha de grandes escamas brancas e 3 grandes manchas brancas no meio do fêmur.

## Ciclo de vida

The lifecycle of mosquitoes in the Aedes genus.

Esta espécie deposita seus ovos em buracos nas árvores, corta bambu, tocos de bambu e árvores. Em ambientes de laboratório, foi observado que as larvas eclodem melhor a 27 ° C e a quantidade de água não foi um fator no desenvolvimento embrionário, mas geralmente coloca-se a 2 cm da superfície da água.
Os adultos de Aedes africanus são alimentadores crepusculares, o que significa que se alimentam do anoitecer ao amanhecer. Embora essa espécie seja um vetor de muitas doenças, por ser encontrada principalmente em florestas, os primatas são sua principal fonte de alimentação de sangue. Os primeiros estudos de suas populações sugerem que, quando amostrados em áreas florestais, constituíram 95% das espécies capturadas e apenas 50% nas aldeias vizinhas. Quando as populações são altas o suficiente, os mosquitos Toxorhynchites podem ser introduzidos como um controle biológico, pois parasitam larvas africanus no habitat.

## Importância médica

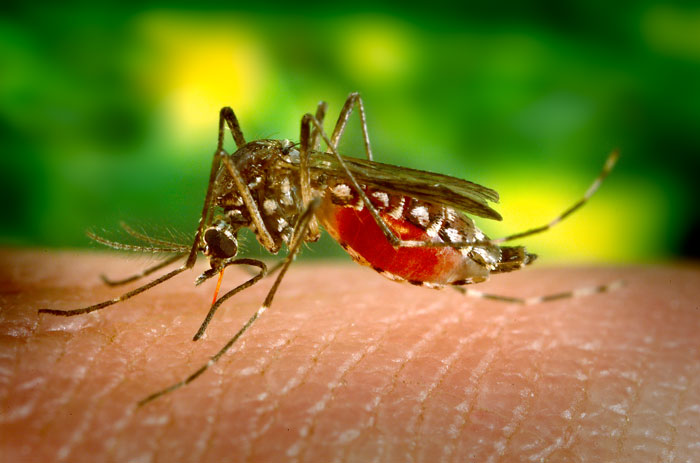
Very closely related to Aedes africanus, this Aedes aegypti mosquito is also a very important vector of the yellow fever virus

Esta espécie de mosquito é um vetor essencial da febre amarela em habitats florestais. Além de ser o principal vetor da febre amarela, o Aedes africanus também age como vetor de patógenos como o vírus da dengue, vírus do Nilo Ocidental e vírus da febre do Vale Rift. Também é um vetor do vírus da Zika, o agente causal da febre Zika.